# Borgsloot
De Borgsloot, samen met de bijbehorende dijk ook wel kortweg Borg genoemd, is een waterloop ten oosten van de Nederlandse stad Groningen aan de noordgrens van de voormalige kerspelen Middelbert, Engelbert en Westerbroek. De vroegere dijk werd ook wel Borgwal genoemd.

## Naam en functie
De eerste vermelding van de Borgsloot is van 1258, wanneer er wordt gesproken van een fossatum, quod Burch vocatur ('een sloot die Borg wordt genoemd'). Het toponiem borg of burg verwijst in dit verband naar een binnendijk of waterberging. Het komt ook elders voor, onder andere bij het toponiem Borgwatering en Borgsloot bij Tjuchem en Noordbroek, en ook in Holland. De naam verwijst in elk geval niet, zoals wel wordt uitgelegd, naar de borg Klein Martijn, die pas veel later is gebouwd.
De Borg vormde een combinatie van een afwateringsloot en een waterkering en heeft ter hoogte van Middelbert waarschijnlijk als ontginningsbasis gediend voor het gebied ten oosten ervan. Hij vormde tevens de oostgrens van Drenterwolde (Wold) en daarmee de latere grens tussen het Gorecht en Fivelingo. Vanaf de 13e eeuw fungeerde de Borgwal tevens binnendijk, die de lager gelegen delen van Hunsingo en Fivelingo moest beschermen tegen het rivierwater uit Drenthe. Het onderhoud werd verzorgd door het samenwerkingsverband van de Acht Zijlvesten, dat voor het eerst wordt vermeld in 1301). 
Mogelijk is de Borgwal in meerdere fasen aangelegd:
- het eerste deel van de Borgwal vormde de zuidgrens van de kerspelen Heidenschap en Harkstede, waar het laatste deel de naam Het Oude Dijkje had. Ten zuiden hiervan liep de Borgsloot, die na 1675 tevens in verbinding kwam te staan met de Benningsloot, die via het Slochterdiep in de richting van het Damsterdiep uitwaterde. Het Oude Dijkje zette zich hier misschien voort als een kade langs de Benningsloot
- het tweede deel van de Borgwal volgt de Borgweg in een rechte lijn in de richting van Foxham, waar aansloot bij de Lodijk. De naburige kadastrale sectie werd in 1832 (De) Burg genoemd. Het kerspel Westerbroek ten zuiden van de Borgwal werd pas in 1675 ingelaten in het Scharmerzijlvest, maar kon mogelijk vanouds zijn water kwijt via een overlaat naar de Benningsloot. De afwateringssloot ten noorden van de Borgweg stond eveneens in verbinding met de Benningsloot
- het aangrenzende gedeelte van de Lodijk werd in de 17e eeuw eveneens Borch genoemd en vormde tot de 17e eeuw de afgrenzing met het Oldambt

## Huidige loop
Het oorspronkelijke tracé liep van het Winschoterdiep tot aan de (Beijumer) Zuidwending. De Borgsloot kwam daarbij langs het dorp Foxham, de Tilburg, het gehucht Borgweg, de borg Klein Martijn, Klein Harkstede, Hinckemahorn, Ruischerbrug en De Rollen.
Het zuidelijkste deel van de Borgsloot is deels gedempt en is nog te volgen langs de Borgweg tot aan de A7 aan noordzijde. Ten oosten van Borgweg is het voormalige waterschap Borgslooterpolder naar de waterloop vernoemd. 
Het middelste deel van de Borgweg tussen de A7 en het Eemskanaal is nog aanwezig. In 1910 werd in de Borgsloot bij Klein Harkstede het stoomgemaal 'De Borg' aangelegd (vanaf 1945 elektrisch aangedreven) ter vervanging van een aantal windmolens en een schutsluis van de Westerbroekster-Engelbertermolenpolder. In 1962 werd de loop hier iets naar het westen verlegd en in 1980 werd het nieuwe motorgemaal 'De Borg' gebouwd. 
De zandwinningsplas Borgmeren tussen Harkstede en Scharmer, ontstaan in de jaren 1980 voor de aanleg van de A7), is naar de Borg genoemd. Bij de aanleg van het Eemskanaal werd de Borgsloot bij Hinckemahorn afgebogen naar het oosten, om daar uit te stromen op het Slochterdiep. Een ondergrondse leiding verbindt de Borgsloot echter met het deel ten noorden van het Eemskanaal. De ingang van deze duiker is bij de zuidelijke ingang van de Harkstederweg ten zuiden van Hinckemahorn. 
Aan noordzijde van het Eemskanaal is het eerste deel van de Borgsloot gedempt en de duiker stroomt daardoor pas enkele tientallen meters ten noorden van De Rollen weer uit in de Borgsloot. De Borgsloot ten noorden van het Eemskanaal wordt Borgsloot boven De Rollen, maar ook wel Thesingermaar of Kardingermaar genoemd. Bij de aansluiting met de Abbemaar (of Geweijde), bij de Noordermolen, gaat de Borgsloot of Thesingermaar over in de Beijumer Zuidwending.

## Borgwatering bij Tjuchem
De sloot langs de Weereweg bij Tjuchem en Meedhuizen werd eveneens als Borgsloot of de Börge betiteld. Hij was genoemd naar de binnendijk (de Borg) die een soortgelijke functie had als de Borgwal. Een restant hiervan is de bermsloot langs het Afwateringskanaal van Duurswold, die nu Borgwatering (vroeger ook wel Burgwatering) wordt genoemd.

## Burgsloot bij Noordbroek
De voormalige Burgsloot of Borgsloot door het Noordbroekster- en Zuidbroeksterveen was een  afwateringsloot langs een veendijk. Het onderhoud van de dijken ín de burge to Nortbroke wordt al in 1391 en 1420 genoemd. De Borchsloot vormde in 1639 het onderscheid tussen het lage en het hoge, nog niet afgegraven veen. In 1609 was bovendien sprake van de Lutken Borgen.